# Heidhofsee

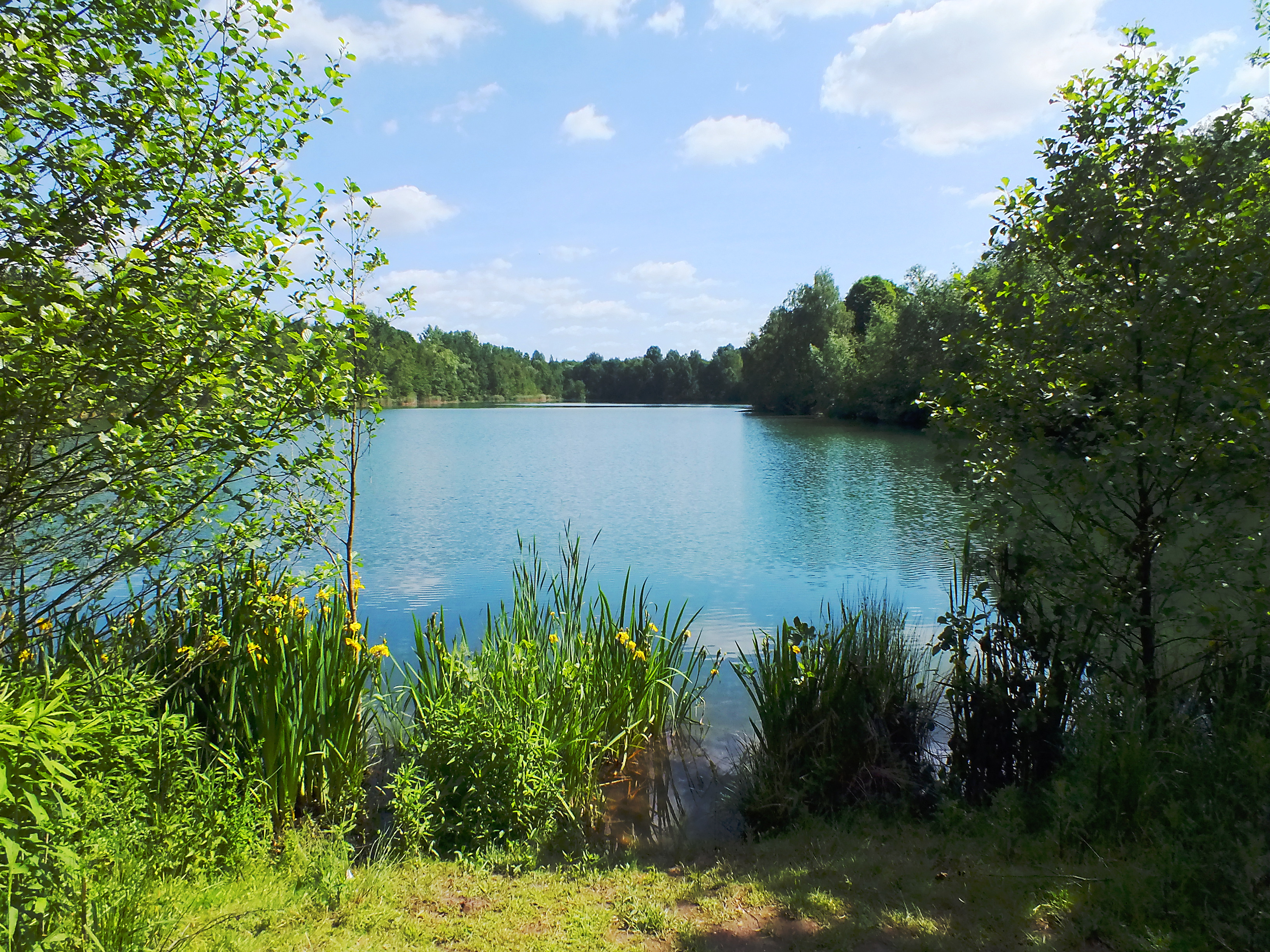
Heidhofsee

Der Heidhofsee ist ein See im Bottroper Stadtteil Kirchhellen und mit 4,8 Hektar der zweitgrößte der Stadt. Er entstand durch den Abbau von Quarzsanden. Seit 1973 bildet der Heidhofsee zusammen mit dem Heidesee ein Naherholungsgebiet. Der See bietet an seinem Südufer Wiesen zur touristischen Nutzung. Teile des Sees sind geschützte Biotope. Heidhofsee und Heidesee werden zum Angelsport genutzt. 